# Liste der Kulturdenkmäler in Rhoden (Diemelstadt)
Die folgende Liste enthält die in der Denkmaltopographie ausgewiesenen Kulturdenkmäler auf dem Gebiet des Ortsteils Rhoden der  Stadt Diemelstadt, Waldeck-Frankenberg, Hessen.
Hinweis: Die Reihenfolge der Denkmäler in dieser Liste orientiert sich an der Anschrift, alternativ ist sie auch nach der Bezeichnung, der vom Landesamt für Denkmalpflege vergebenen Nummer oder der Bauzeit sortierbar.
Kulturdenkmäler werden fortlaufend im Denkmalverzeichnis des Landes Hessen durch das Landesamt für Denkmalpflege Hessen auf Basis des Hessischen Denkmalschutzgesetzes (HDSchG) geführt. Die Schutzwürdigkeit eines Kulturdenkmals hängt nicht von der Eintragung in das Denkmalverzeichnis des Landes Hessen oder der Veröffentlichung in der Denkmaltopographie ab.

Die bisher bekannten Bau- und Kunstdenkmäler hat das Landesamt für Denkmalpflege Hessen in sogenannten Arbeitslisten erfasst. Den Arbeitslisten liegen Erkenntnisse aus Akten, Ortsbegehungen und Denkmalinventaren, jedoch keine neuere systematische Forschung, zugrunde. Die Benehmensherstellung mit der Gemeinde gemäß § 11 Abs. 1 HDSchG ist noch nicht erfolgt.
Das Vorhandensein oder Fehlen eines Objekts in dieser Liste ist keine rechtsverbindliche Auskunft darüber, ob es Kulturdenkmal ist oder nicht: Diese Liste entspricht möglicherweise nicht dem aktuellen Stand der offiziellen Denkmaltopographie. Diese ist für Hessen in den entsprechenden Bänden der Denkmaltopographie Bundesrepublik Deutschland und im Internet unter DenkXweb – Kulturdenkmäler in Hessen einsehbar. Auch diese Quellen sind, obwohl sie durch das Landesamt für Denkmalpflege Hessen aktualisiert werden, nicht immer aktuell, da es im Denkmalbestand immer wieder Änderungen gibt.
Eine verbindliche Auskunft erteilt allein das Landesamt für Denkmalpflege Hessen.
Nutze diese Kartenansicht, um Koordinaten in der Liste zu setzen. In dieser Kartenansicht sind Kulturdenkmale ohne Koordinaten mit einem roten bzw. orangen Marker dargestellt und können in der Karte gesetzt werden. Kulturdenkmale ohne Bild sind mit einem blauen bzw. roten Marker gekennzeichnet, Kulturdenkmale mit Bild mit einem grünen bzw. orangen Marker.
| Bild                                                             | Bezeichnung                                                      | Lage                                                                               | Beschreibung | Bauzeit | Objekt-Nr. |
| ---------------------------------------------------------------- | ---------------------------------------------------------------- | ---------------------------------------------------------------------------------- | ------------ | ------- | ---------- |
| weitere Bilder                                                   | Kirchenruine Alt Rhoden                                          | Alt-Rhoder Kirche LageFlur: 22, Flurstück: 41, 42                                  |              |         | 828925 DDB |
| Fürstliches Erbbegräbnis am Hagenberg                            | Fürstliches Erbbegräbnis am Hagenberg                            | Der Hagenberg LageFlur: 1, Flurstück: 649                                          |              |         | 924012 DDB |
| Querdielenhaus, Fachwerk                                         | Querdielenhaus, Fachwerk                                         | Gruland 7 LageFlur: 1, Flurstück: 461/1                                            |              |         | 828927 DDB |
| Wasserhochbehälter                                               | Wasserhochbehälter                                               | Helmighäuser Straße LageFlur: 1, Flurstück: 332                                    |              |         | 828928 DDB |
| Altes Pumpenhaus                                                 | Altes Pumpenhaus                                                 | Helmighäuser Straße 8 LageFlur: 1, Flurstück: 295                                  |              |         | 168985 DDB |
| Fachwerkwohnhaus                                                 | Fachwerkwohnhaus                                                 | Hoher Stein 2 LageFlur: 1, Flurstück: 488/1                                        |              |         | 168986 DDB |
| Fachwerkwohnhaus                                                 | Fachwerkwohnhaus                                                 | Hohle Straße 1 LageFlur: 1, Flurstück: 547/1, 547/2                                |              |         | 168987 DDB |
| Fachwerkwohnhaus                                                 | Fachwerkwohnhaus                                                 | Hohle Straße 3 LageFlur: 1, Flurstück: 542/1                                       |              |         | 168988 DDB |
| Fachwerkwohnhaus                                                 | Fachwerkwohnhaus                                                 | Hohle Straße 5 LageFlur: 1, Flurstück: 539/1                                       |              |         | 168989 DDB |
| Fachwerkwohnhaus                                                 | Fachwerkwohnhaus                                                 | Hohle Straße 6–8 LageFlur: 1, Flurstück: 452/2, 454/1                              |              |         | 168990 DDB |
| weitere Bilder                                                   | Lustgarten, Kellergewölbe ehem. Gärtnerhaus                      | Holpergrund LageFlur: 2, Flurstück: 8, 9                                           |              |         | 168980 DDB |
| Erdmauern aus Bruchstein                                         | Erdmauern aus Bruchstein                                         | Krethagen LageFlur: 1, Flurstück: 1322/3                                           |              |         | 924087 DDB |
| Längsdielenhaus, Fachwerk                                        | Längsdielenhaus, Fachwerk                                        | Krethagen 1 LageFlur: 1, Flurstück: 163                                            |              |         | 828929 DDB |
| Querdielenhaus, Fachwerk                                         | Querdielenhaus, Fachwerk                                         | Landstraße 6 LageFlur: 1, Flurstück: 1796                                          |              |         | 168991 DDB |
| Wohnhaus                                                         | Wohnhaus                                                         | Landstraße 8 LageFlur: 1, Flurstück: 1797/1                                        |              |         | 168992 DDB |
| Längsdielenhaus                                                  | Längsdielenhaus                                                  | Landstraße 10 LageFlur: 1, Flurstück: 1800/2                                       |              |         | 168993 DDB |
| Längsdielenhaus, Fachwerk                                        | Längsdielenhaus, Fachwerk                                        | Landstraße 12 LageFlur: 1, Flurstück: 1801                                         |              |         | 168994 DDB |
| Fachwerkdoppelwohnhaus                                           | Fachwerkdoppelwohnhaus                                           | Landstraße 15 LageFlur: 1, Flurstück: 61/1                                         |              |         | 168995 DDB |
| Längsdielenhaus, Fachwerk                                        | Längsdielenhaus, Fachwerk                                        | Landstraße 20 LageFlur: 1, Flurstück: 1808/1                                       |              |         | 168996 DDB |
| Flurquerdielenhaus, Fachwerk                                     | Flurquerdielenhaus, Fachwerk                                     | Landstraße 22 LageFlur: 1, Flurstück: 1809/1                                       |              |         | 168997 DDB |
| Fachwerkwohnhaus                                                 | Fachwerkwohnhaus                                                 | Landstraße 23 LageFlur: 1, Flurstück: 406/3                                        |              |         | 168998 DDB |
| Fachwerkwohnhaus                                                 | Fachwerkwohnhaus                                                 | Landstraße 24 LageFlur: 1, Flurstück: 1653                                         |              |         | 168999 DDB |
| Fachwerkwohnhaus                                                 | Fachwerkwohnhaus                                                 | Landstraße 25 LageFlur: 1, Flurstück: 402/3                                        |              |         | 169000 DDB |
| Flurquerdielenhaus, Fachwerk                                     | Flurquerdielenhaus, Fachwerk                                     | Landstraße 32 LageFlur: 1, Flurstück: 1658                                         |              |         | 169001 DDB |
| Flurquerdielenhaus, Fachwerk                                     | Flurquerdielenhaus, Fachwerk                                     | Landstraße 34 LageFlur: 1, Flurstück: 1663/2                                       |              |         | 169002 DDB |
| Flurquerdielenhaus, Fachwerk                                     | Flurquerdielenhaus, Fachwerk                                     | Landstraße 38 LageFlur: 1, Flurstück: 1674/1                                       |              |         | 169003 DDB |
| Flurquerdielenhaus, Fachwerk                                     | Flurquerdielenhaus, Fachwerk                                     | Landstraße 42 LageFlur: 1, Flurstück: 1676                                         |              |         | 169004 DDB |
| Kriegsdenkmal                                                    | Kriegsdenkmal                                                    | Lange Straße LageFlur: 1, Flurstück: 556, 557                                      |              |         | 828931 DDB |
| Flurquerdielenhaus, Fachwerk                                     | Flurquerdielenhaus, Fachwerk                                     | Lange Straße 5 LageFlur: 1, Flurstück: 10/2                                        |              |         | 169006 DDB |
| weitere Bilder                                                   | Evangelische Kirche, ehem. St. Maria und St. Bartholomäus        | Lange Straße 8 LageFlur: 1, Flurstück: 548/2                                       |              |         | 169005 DDB |
| Altes Rathaus                                                    | Altes Rathaus                                                    | Lange Straße 10 LageFlur: 1, Flurstück: 534/1                                      |              |         | 169007 DDB |
| Rhoden - Lange Straße 11                                         | Flurquerdielenhaus, Fachwerk                                     | Lange Straße 11 LageFlur: 1, Flurstück: 3/4                                        |              |         | 169008 DDB |
| Ehem. Speichergebäude                                            | Ehem. Speichergebäude                                            | Lange Straße 12 LageFlur: 1, Flurstück: 533                                        |              |         | 169009 DDB |
| Fachwerkwohnhaus+Terrasse                                        | Fachwerkwohnhaus+Terrasse                                        | Lange Straße 13 LageFlur: 1, Flurstück: 1478/2                                     |              |         | 169010 DDB |
| Längsdielenhaus, Fachwerk                                        | Längsdielenhaus, Fachwerk                                        | Lange Straße 14 Hohle Straße 12 LageFlur: 1, Flurstück: 530/1, 531/1               |              |         | 169011 DDB |
| Längsdielenhaus, Fachwerk                                        | Längsdielenhaus, Fachwerk                                        | Lange Straße 16 LageFlur: 1, Flurstück: 525/1                                      |              |         | 169012 DDB |
| Fachwerkwohnhaus                                                 | Fachwerkwohnhaus                                                 | Lange Straße 17 LageFlur: 1, Flurstück: 570/2                                      |              |         | 828930 DDB |
| Längsdielenhaus, Fachwerk                                        | Längsdielenhaus, Fachwerk                                        | Lange Straße 18 LageFlur: 1, Flurstück: 522/1                                      |              |         | 169013 DDB |
| Fachwerkwohnhaus                                                 | Fachwerkwohnhaus                                                 | Lange Straße 19 LageFlur: 1, Flurstück: 590/2                                      |              |         | 169014 DDB |
| Längsdielenhaus, Fachwerk                                        | Längsdielenhaus, Fachwerk                                        | Lange Straße 20 LageFlur: 1, Flurstück: 521/1                                      |              |         | 169015 DDB |
| Fachwerkwohnhaus                                                 | Fachwerkwohnhaus                                                 | Lange Straße 22 LageFlur: 1, Flurstück: 519/1                                      |              |         | 169017 DDB |
| Längsdielenhaus, Fachwerk                                        | Längsdielenhaus, Fachwerk                                        | Lange Straße 23 LageFlur: 1, Flurstück: 593/2                                      |              |         | 169018 DDB |
| Längsdielenhaus, Fachwerk                                        | Längsdielenhaus, Fachwerk                                        | Lange Straße 24 LageFlur: 1, Flurstück: 516/1                                      |              |         | 169019 DDB |
| Mittelflurhaus, Fachwerk                                         | Mittelflurhaus, Fachwerk                                         | Lange Straße 27 LageFlur: 1, Flurstück: 596/1                                      |              |         | 169020 DDB |
| Fachwerkwohnhaus                                                 | Fachwerkwohnhaus                                                 | Lange Straße 33 LageFlur: 1, Flurstück: 614/1                                      |              |         | 169021 DDB |
| Längsdielenhaus, Fachwerk                                        | Längsdielenhaus, Fachwerk                                        | Lange Straße 35 LageFlur: 1, Flurstück: 613/1                                      |              |         | 169022 DDB |
| Fachwerkwohnhaus                                                 | Fachwerkwohnhaus                                                 | Lange Straße 37 LageFlur: 1, Flurstück: 605/1                                      |              |         | 169023 DDB |
| Flurquerdielenhaus, Fachwerk                                     | Flurquerdielenhaus, Fachwerk                                     | Lange Straße 39 LageFlur: 1, Flurstück: 607                                        |              |         | 169024 DDB |
| Längsdielenhaus, Fachwerk                                        | Längsdielenhaus, Fachwerk                                        | Lange Straße 41 LageFlur: 1, Flurstück: 610/1                                      |              |         | 169025 DDB |
| Bild gesucht BW                                                  | Wohnhaus mit Vorgarten                                           | Laubach 6 LageFlur: 4, Flurstück: 31                                               |              |         | 169026 DDB |
| weitere Bilder                                                   | Jüdischer Friedhof                                               | Links an dem Holpegrunde LageFlur: 3, Flurstück: 7                                 |              |         | 828924 DDB |
| Altes Postamt                                                    | Altes Postamt                                                    | Neustadt 1 LageFlur: 1, Flurstück: 74                                              |              |         | 828932 DDB |
| Fachwerkwohnhaus                                                 | Fachwerkwohnhaus                                                 | Neustadt 2 LageFlur: 1, Flurstück: 72/4                                            |              |         | 169027 DDB |
| ehem. Längsdielenhaus, Fachwerk                                  | ehem. Längsdielenhaus, Fachwerk                                  | Neustadt 3 LageFlur: 1, Flurstück: 76/1                                            |              |         | 169028 DDB |
| Fachwerkwohnhaus + Dielenanbau                                   | Fachwerkwohnhaus + Dielenanbau                                   | Neustadt 4 LageFlur: 1, Flurstück: 48/5                                            |              |         | 939039 DDB |
| Längsdielenhaus, Fachwerk                                        | Längsdielenhaus, Fachwerk                                        | Neustadt 4a LageFlur: 1, Flurstück: 48/4                                           |              |         | 169029 DDB |
| Längsdielenhaus + Flurquerdielenhaus + Scheune + rückw. Erdmauer | Längsdielenhaus + Flurquerdielenhaus + Scheune + rückw. Erdmauer | Neustadt 5–7 LageFlur: 1, Flurstück: 77/1                                          |              |         | 169030 DDB |
| Längsdielenhaus, Fachwerk                                        | Längsdielenhaus, Fachwerk                                        | Neustadt 8 LageFlur: 1, Flurstück: 41/3                                            |              |         | 169032 DDB |
| Querdielenhaus, Fachwerk+rückw. Erdmauer                         | Querdielenhaus, Fachwerk+rückw. Erdmauer                         | Neustadt 9 LageFlur: 1, Flurstück: 85/4                                            |              |         | 169033 DDB |
| Querdielenhaus, Fachwerk                                         | Querdielenhaus, Fachwerk                                         | Neustadt 11 LageFlur: 1, Flurstück: 84/2                                           |              |         | 169035 DDB |
| Steinwohnhaus+rückw. Erdmauer                                    | Steinwohnhaus+rückw. Erdmauer                                    | Neustadt 13 LageFlur: 1, Flurstück: 88/2                                           |              |         | 169036 DDB |
| Fachwerkwohnhaus                                                 | Fachwerkwohnhaus                                                 | Neustadt 14 LageFlur: 1, Flurstück: 30/3                                           |              |         | 169037 DDB |
| Steinwohnhaus                                                    | Steinwohnhaus                                                    | Neustadt 15 LageFlur: 1, Flurstück: 89/3                                           |              |         | 169038 DDB |
| Fachwerkwohnhaus                                                 | Fachwerkwohnhaus                                                 | Neustadt 16 LageFlur: 1, Flurstück: 27/6                                           |              |         | 169039 DDB |
| Fachwerkwohnhaus+rückw. Erdmauer                                 | Fachwerkwohnhaus+rückw. Erdmauer                                 | Neustadt 17 LageFlur: 1, Flurstück: 96/2                                           |              |         | 169040 DDB |
| Querdielenhaus, Fachwerk                                         | Querdielenhaus, Fachwerk                                         | Neustadt 18 LageFlur: 1, Flurstück: 25/2                                           |              |         | 169041 DDB |
| Fachwerkwohnhaus mit Diele                                       | Fachwerkwohnhaus mit Diele                                       | Obere Straße 7 LageFlur: 1, Flurstück: 16/1                                        |              |         | 169042 DDB |
| Fachwerkwohnhaus                                                 | Fachwerkwohnhaus                                                 | Petersilienstraße 1 LageFlur: 1, Flurstück: 527/1                                  |              |         | 169043 DDB |
| Wohn- und Wirtschaftsgebäude+Wohnhausanbau                       | Wohn- und Wirtschaftsgebäude+Wohnhausanbau                       | Petersilienstraße 2 LageFlur: 1, Flurstück: 483/1                                  |              |         | 169044 DDB |
| Fachwerkwohnhaus                                                 | Fachwerkwohnhaus                                                 | Petersilienstraße 4 LageFlur: 1, Flurstück: 485/1                                  |              |         | 169045 DDB |
| Längsdielenhaus, Fachwerk                                        | Längsdielenhaus, Fachwerk                                        | Rießen 6 LageFlur: 1, Flurstück: 1297/2                                            |              |         | 169047 DDB |
| Flurquerdielenhaus, Fachwerk                                     | Flurquerdielenhaus, Fachwerk                                     | Rießen 7 LageFlur: 1, Flurstück: 1788/1                                            |              |         | 169048 DDB |
| Wasserhochbehälter                                               | Wasserhochbehälter                                               | Schloßplatz LageFlur: 1, Flurstück: 1356/2                                         |              |         | 938992 DDB |
| weitere Bilder                                                   | Schloss + Garten                                                 | Schloßplatz 7 Ziergarten Lange Straße 41 LageFlur: 1, Flurstück: 610/1, 622, 623/2 |              |         | 169049 DDB |
| Bild gesucht BW                                                  | Steinmühle                                                       | Steinmühle 2 Bei der Steinmühle LageFlur: 21, Flurstück: 35, 37                    |              |         | 169921 DDB |
| weitere Bilder                                                   | Turnhalle/alte Stadthalle                                        | Walme 1 LageFlur: 20, Flurstück: 60/2, 60/3                                        |              |         | 169050 DDB |
| Längsdielenhaus, Fachwerk                                        | Längsdielenhaus, Fachwerk                                        | Warburger Weg 2 LageFlur: 1, Flurstück: 1812                                       |              |         | 169051 DDB |
| Längsdielenhaus, Fachwerk                                        | Längsdielenhaus, Fachwerk                                        | Warburger Weg 4 LageFlur: 1, Flurstück: 1811                                       |              |         | 169052 DDB |
| Flurquerdielenhaus, Fachwerk                                     | Flurquerdielenhaus, Fachwerk                                     | Warburger Weg 9 LageFlur: 50, Flurstück: 43                                        |              |         | 169053 DDB |
| weitere Bilder                                                   | Forsthaus                                                        | Warburger Weg 28 LageFlur: 2, Flurstück: 16/2                                      |              |         | 169055 DDB |
| Bild gesucht BW                                                  | ehem. Lehrbetrieb für Waldarbeiter                               | Zur Helle 22 LageFlur: 13, Flurstück: 38/2                                         |              |         | 169981 DDB |
| Bild gesucht BW                                                  | Domäne Georgenhof                                                | Zur Helle 50 LageFlur: 13, Flurstück: 45                                           |              |         | 85306 DDB  |